# Potlatch (Idaho)
Potlatch és una població dels Estats Units a l'estat d'Idaho. Segons el cens del 2000 tenia 791 habitants.

## Demografia
Segons el cens del 2000, Potlatch tenia 791 habitants, 332 habitatges, i 222 famílies. La densitat de població era de 898,3 habitants/km².
Dels 332 habitatges en un 34,3% hi vivien nens de menys de 18 anys, en un 51,5% hi vivien parelles casades, en un 12% dones solteres, i en un 33,1% no eren unitats familiars. En el 28,6% dels habitatges hi vivien persones soles el 13,9% de les quals corresponia a persones de 65 anys o més que vivien soles. El nombre mitjà de persones vivint en cada habitatge era de 2,38 i el nombre mitjà de persones que vivien en cada família era de 2,96.
Per edats la població es repartia de la següent manera: un 30% tenia menys de 18 anys, un 6,6% entre 18 i 24, un 27,4% entre 25 i 44, un 21,1% de 45 a 60 i un 14,9% 65 anys o més.
L'edat mediana era de 36 anys. Per cada 100 dones de 18 o més anys hi havia 91,7 homes.
La renda mediana per habitatge era de 28.021 $ i la renda mediana per família de 35.385 $. Els homes tenien una renda mediana de 30.833 $ mentre que les dones 21.964 $. La renda per capita de la població era de 14.449 $. Aproximadament l'11,1% de les famílies i el 15,4% de la població estaven per davall del llindar de pobresa.

## Poblacions properes
El següent diagrama mostra les poblacions més properes.